# Bryan Duquette
Bryan Duquette (ur. 15 listopada 1991 w St. Thomas) – kanadyjski siatkarz, grający na pozycji libero, reprezentant Kanady. 

## Sukcesy klubowe
Superpuchar Francji:
- 2017

Wicemistrzostwo Francji:
- 2018

## Sukcesy reprezentacyjne
Puchar Panamerykański:
- 2016[1][2]

Mistrzostwa Ameryki Północnej, Środkowej i Karaibów:
- 2017